# Dachlandschaft
Als Dachlandschaft bezeichnet man vielgestaltige Dächer eines Gebäudes oder die Dachansicht einer Stadt.
Von einer Dachlandschaft spricht man insbesondere bei komplexen Dachformen, die aus einer Vielzahl von zusammengesetzten und/oder unterschiedlich stark geneigten Dachflächen oder Kuppeln besteht. Durch die Komplexität des „Auf und Abs“ oder durch Durchdringung von Dachflächen erinnern sie an hügelige, bergige oder gar zerklüftete Landschaften im Naturraum.
Bautechnisch verfügen solche Dächer oft über kompliziertere Dachverfallungen, Grate, Kehlen, Ortgänge und Dachöffnungen, wie sie oft auf historischen Repräsentationsbauten wie Kathedralen, Rathäusern und Schlössern zu finden sind. Noch vielgestaltiger und teilweise bewusst verziert werden solche Dächer, wenn sie außerdem von Aufbauten wie Schornsteinköpfen und Gauben bekönt werden. Aber auch in zeitgenössischer Architektur, insbesondere bei skulpturalen Solitärbauten, werden komplexe Dachformen häufiger eingesetzt.

Bedeutende historische Dachlandschaften des urbanen Raumes, die in ihrer baulichen Vielfalt und Harmonie teilweise als UNESCO-Weltkulturerbe geführt werden, gibt es in den Altstädten von z. B. Regensburg, Lübeck, Bamberg, Rothenburg ob der Tauber, Passau, Wismar, Graz, Salzburg, Bern, Florenz, Avignon, Córdoba, Toledo und Prag. 

Bildergalerie
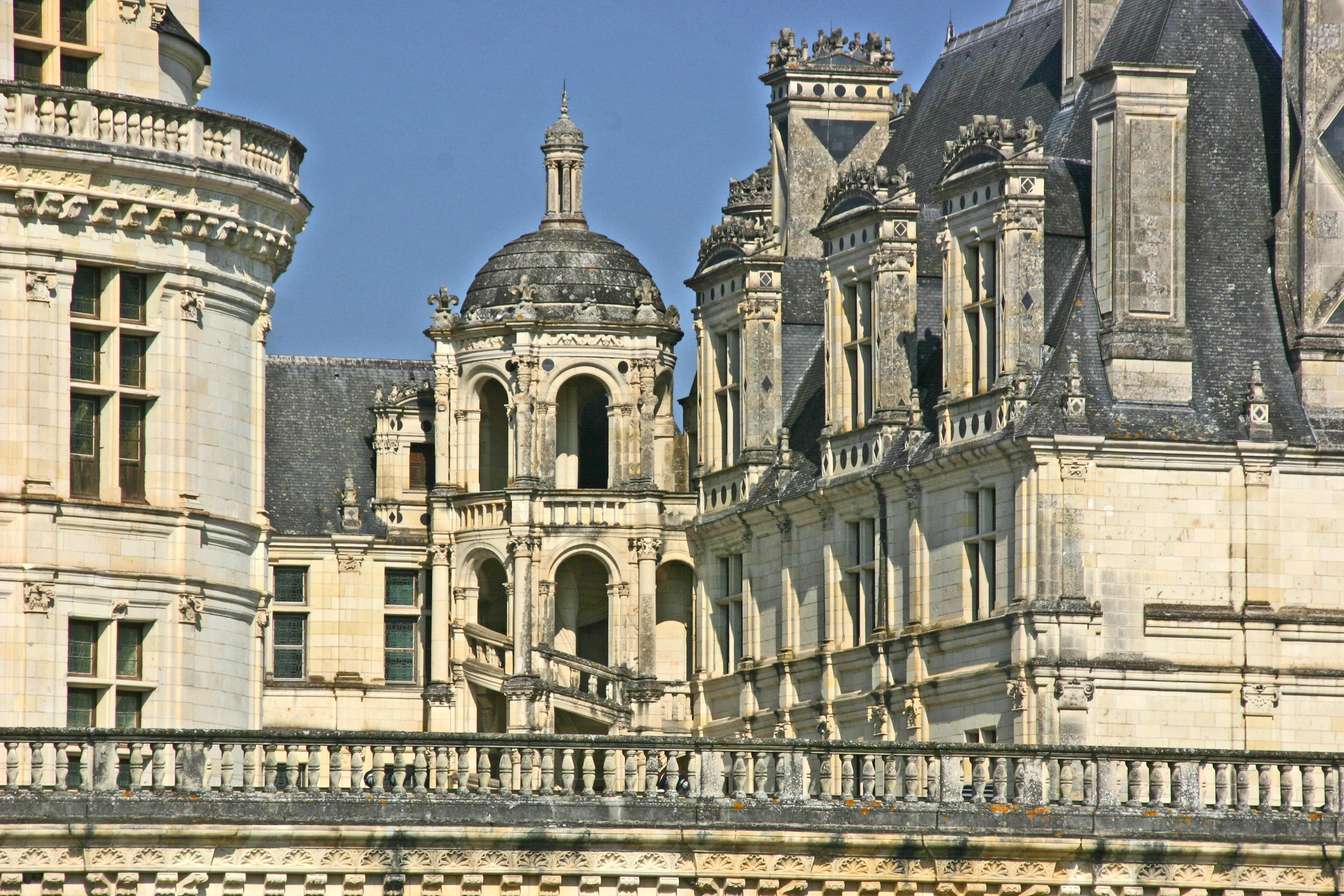
Dachlandschaft von Schloss Chambord
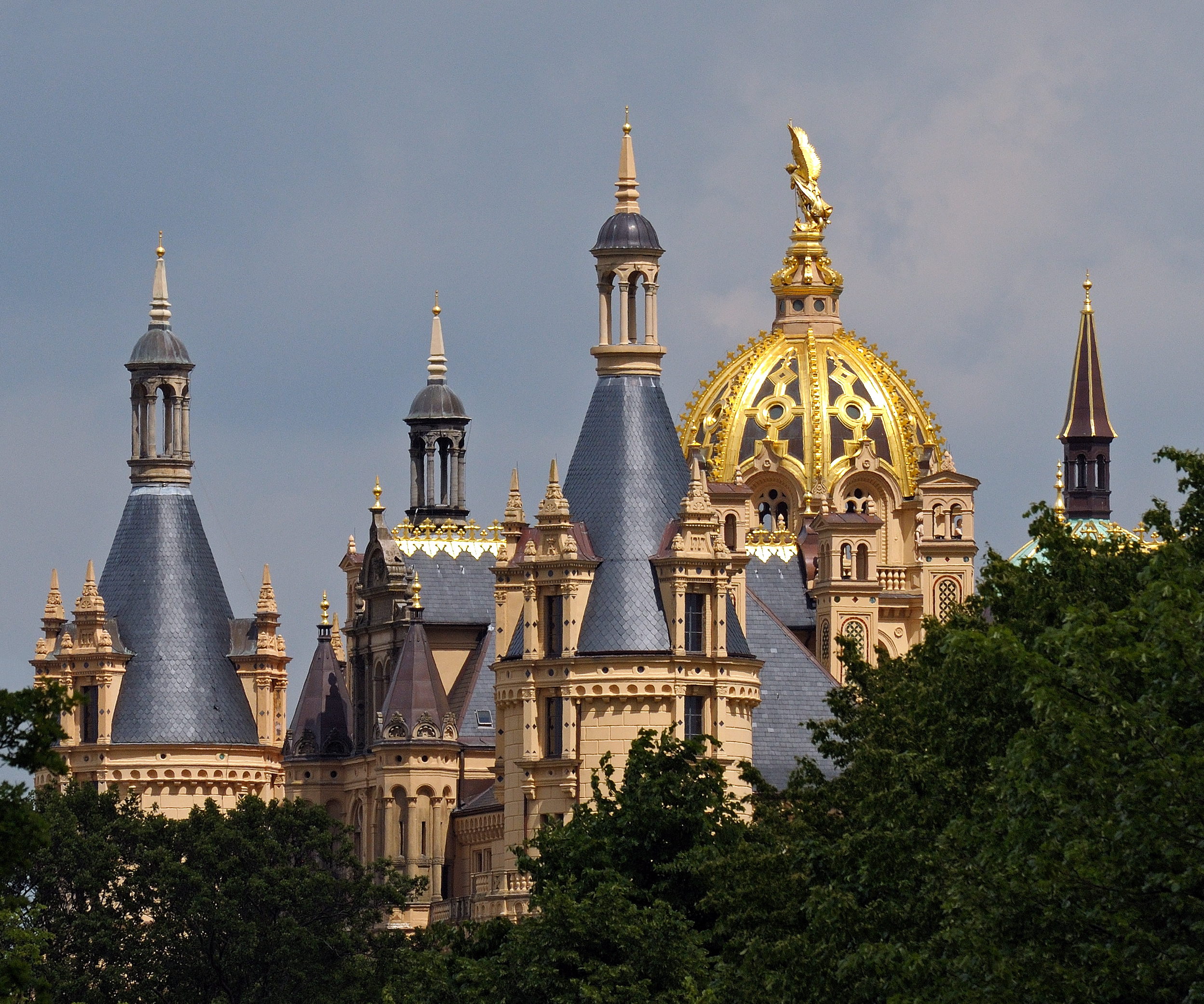
Dachlandschaft des Schweriner Schlossers
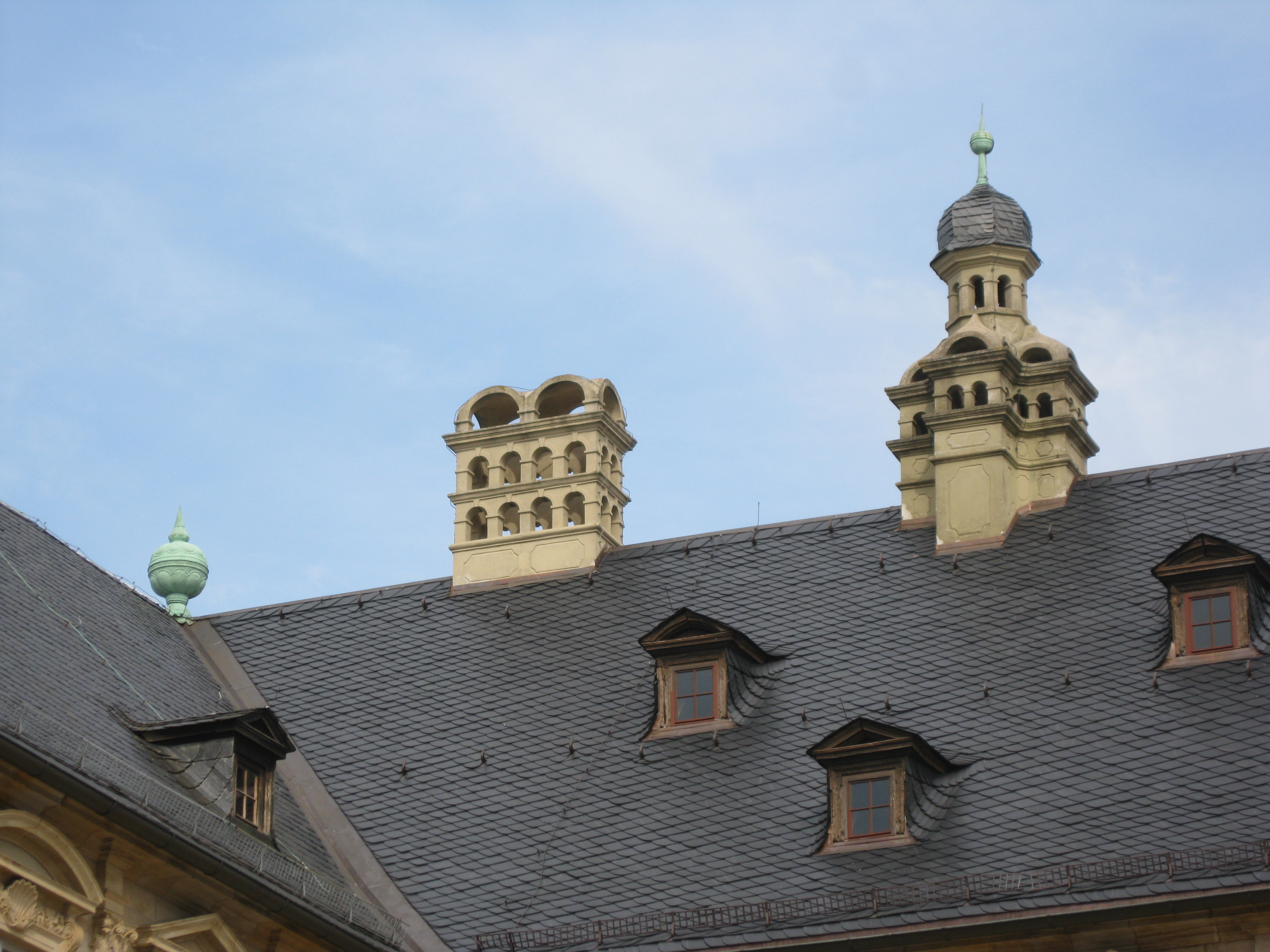
Dachlandschaft der Neuen Residenz Bamberg mit Zieraufbauten
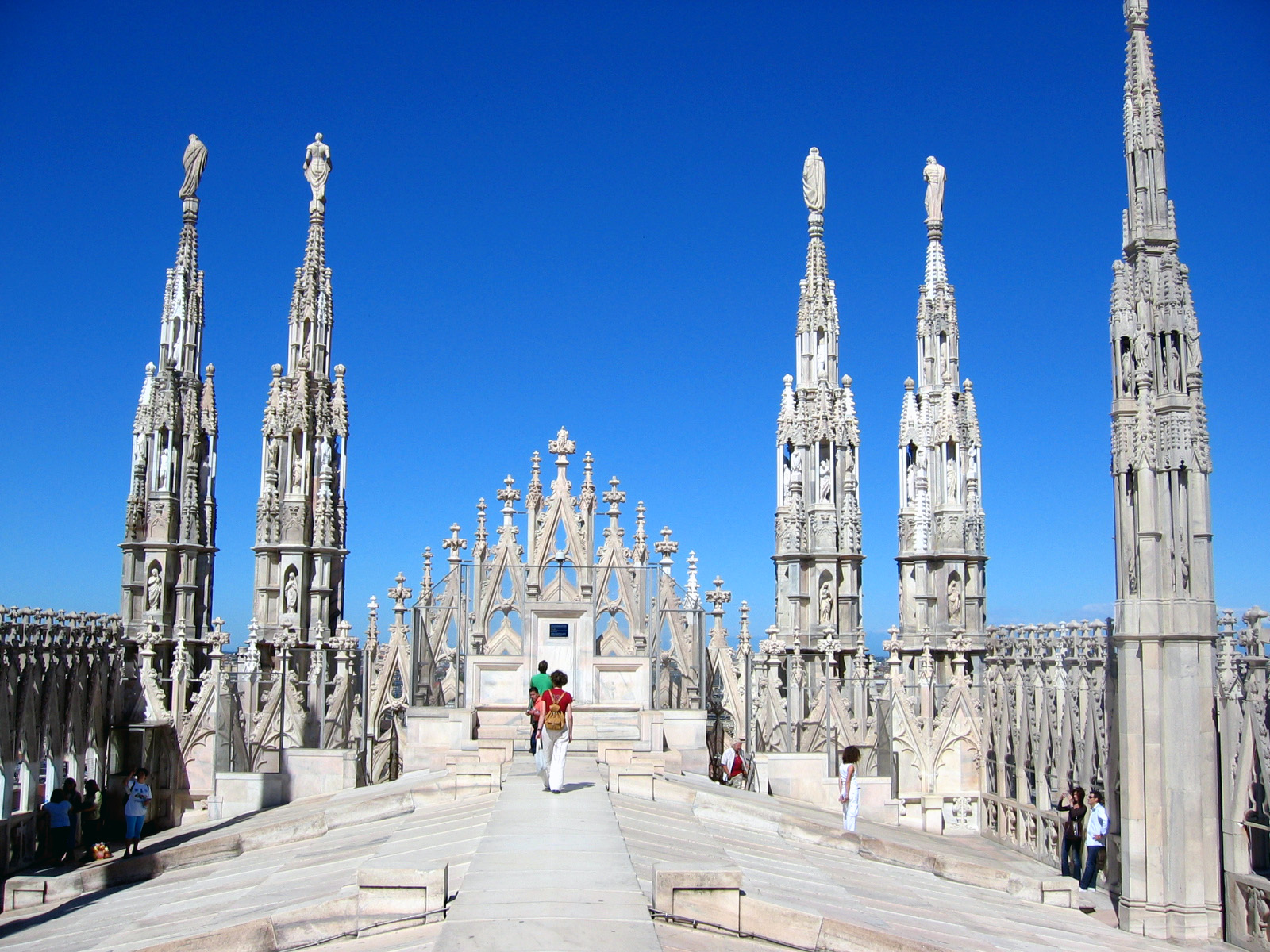
Dachlandschaft des Mailänder Doms
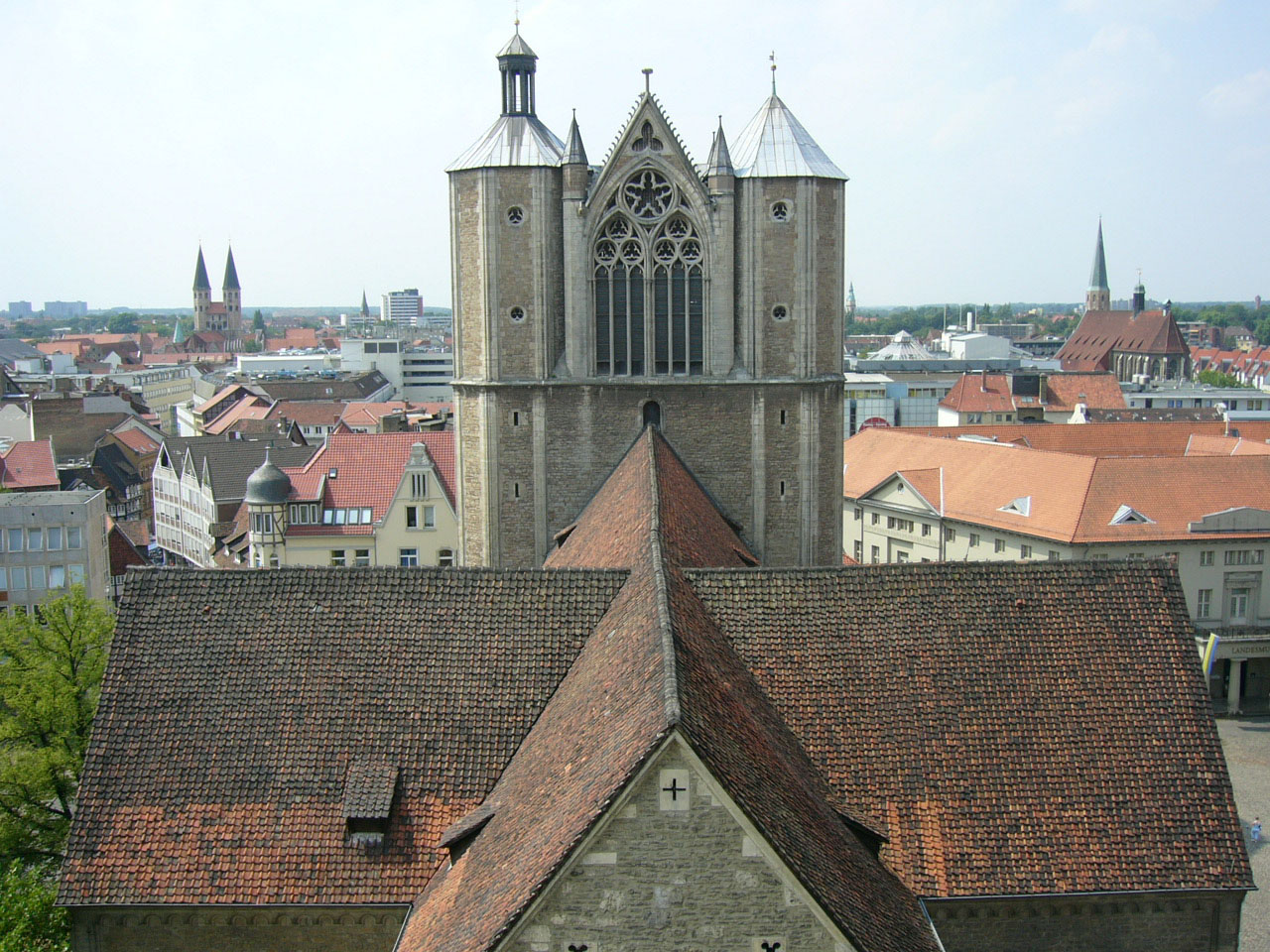
Dachlandschaft des Braunschweiger Doms
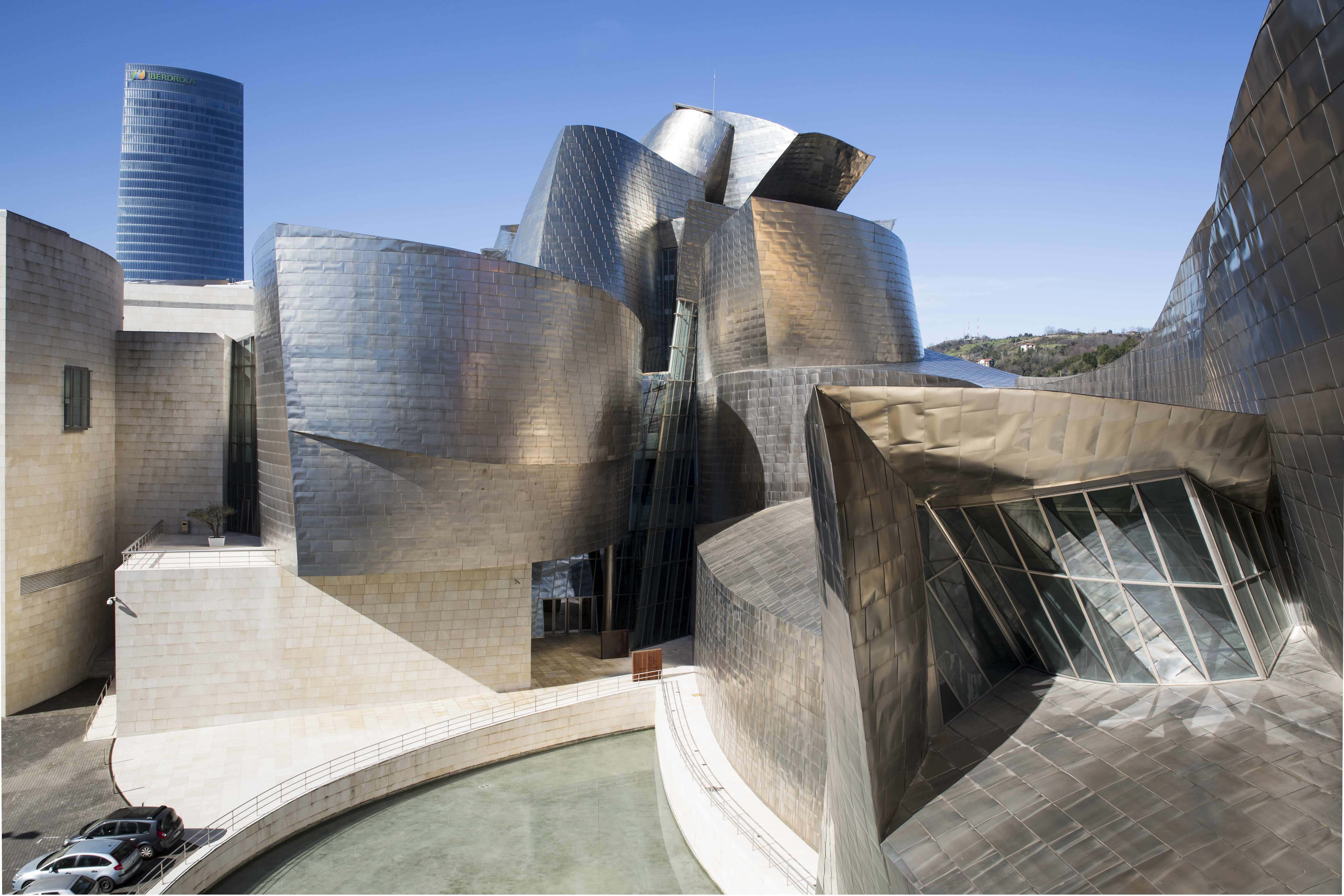
Skulpturale Baukörper und Dachlandschaft des Guggenheim-Museums Bilbao
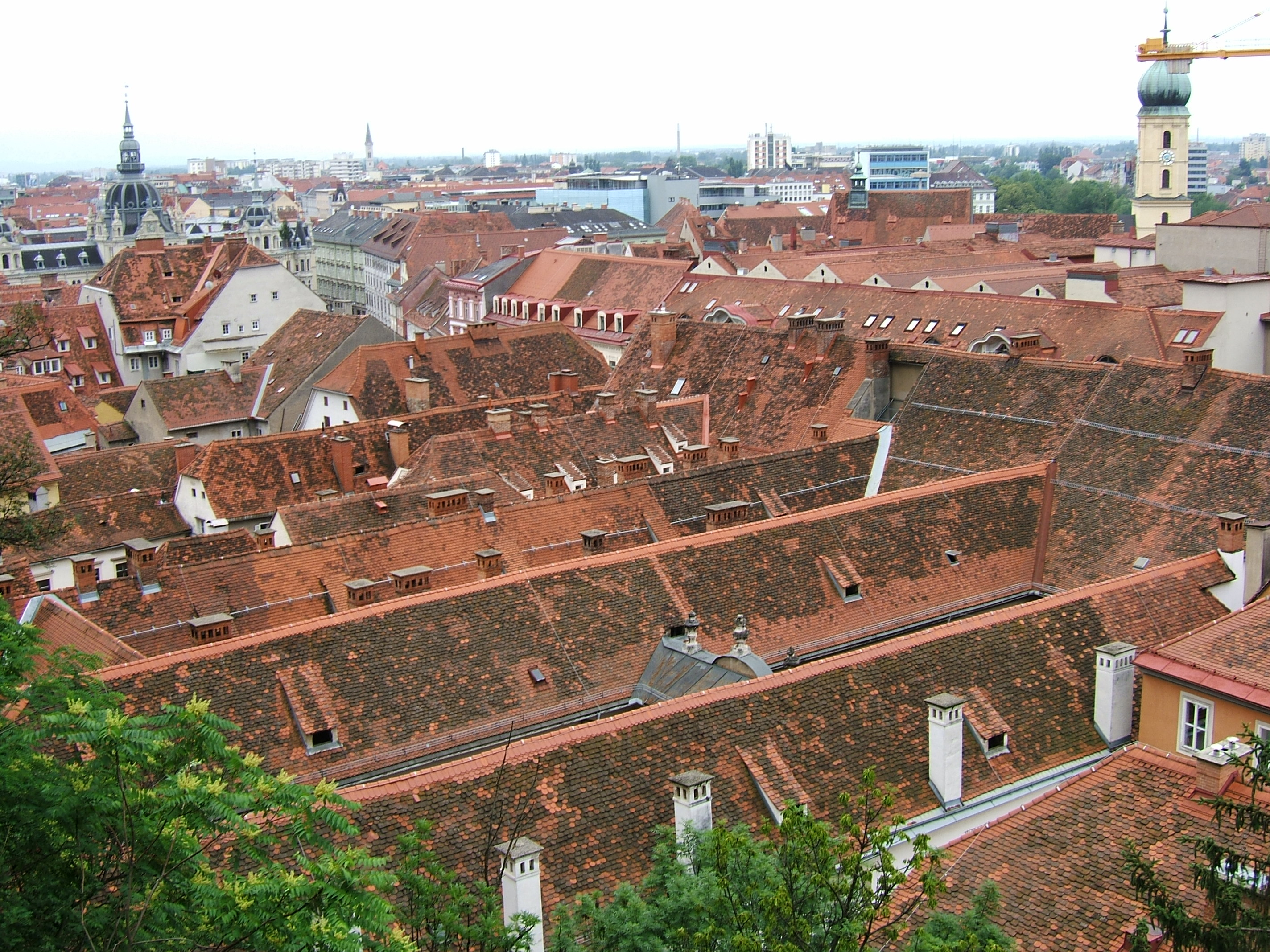
Dachlandschaft der Altstadt von Graz
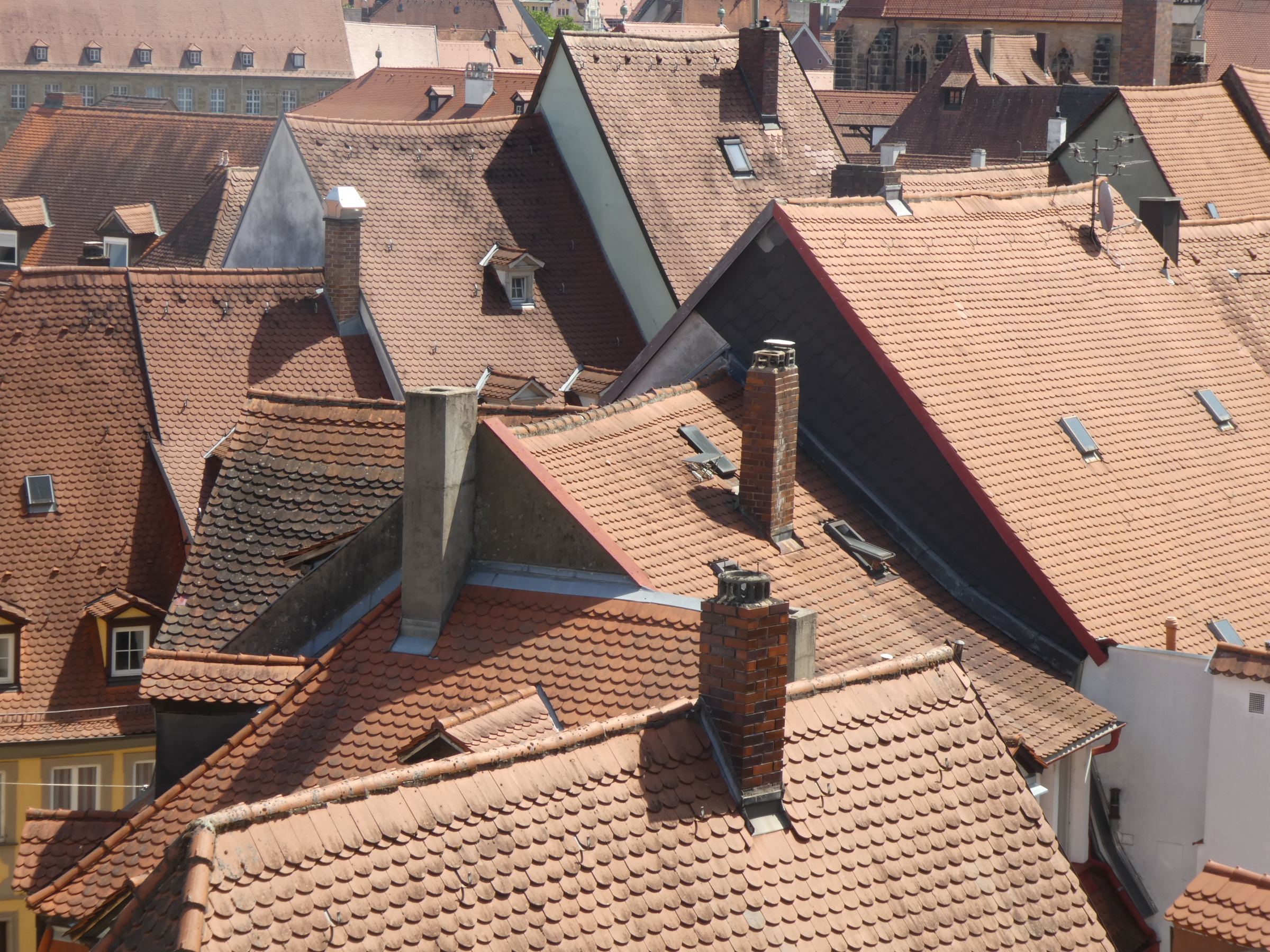
Dachlandschaft der Altstadt von Bamberg